# 엘도라도 (1966년 영화)
《엘도라도》(El Dorado)는 미국에서 제작된 하워드 혹스 감독의 1966년 드라마, 멜로/로맨스, 서부 영화이다. 존 웨인 등이 주연으로 출연하였고 하워드 혹스 등이 제작에 참여하였다.
영화 촬영지는 애리조나주 투손과 유타주 Kanab이며 테크니컬러로 촬영되었다.

## 출연

### 주연
- 존 웨인
- 로버트 미첨
- 제임스 칸

### 조연
- 샬린 홀트
- 폴 픽스
- 아서 허니커트
- 미셸 캐리
- R.G. 암스트롱

## 기타
- 원작자: 해리 브라운
- 의상: 에디스 헤드